# Квинан, Эдвард
Сэр Эдвард Пеллью Квинан (англ. Sir Edward Pellew Quinan; 9 января 1885 — 13 ноября 1960) — генерал, командующий британской армией во время Второй мировой войны. В начале своей карьеры он участвовал в кампаниях индийской армии в Афганистане и Вазиристане на Северо-Западной границе Индийской империи, во времена британского владычества. Во время Первой мировой войны он служил в индийской армии во Франции и Месопотамии и был ранен. Во время Второй мировой войны Квинан командовал британской и индийской армиями в англо-иракской войне, сирийско-ливанской кампании, а также англо-советское вторжение в Иран. Он продолжал служить на Ближнем Востоке до 1943 года, когда вернулся в Индию, чтобы командовать Северо-Западной армией, но вышел в отставку в том же году по состоянию здоровья.